# Pedro María Corral Corral
Pedro María Corral Corral (San Sebastián, Guipúzcoa, 6 de agosto de 1963) es un periodista, historiador, novelista y político español, especializado en la guerra civil española.

## Biografía
Nacido el 6 de agosto de 1963 en San Sebastián (Guipúzcoa), se licenció en Ciencias de la Información por la Universidad Complutense de Madrid. Ejerció como periodista cultural en ABC entre 1986 y 2000. Fue corresponsal de este diario en Roma entre 1995 y 1998.

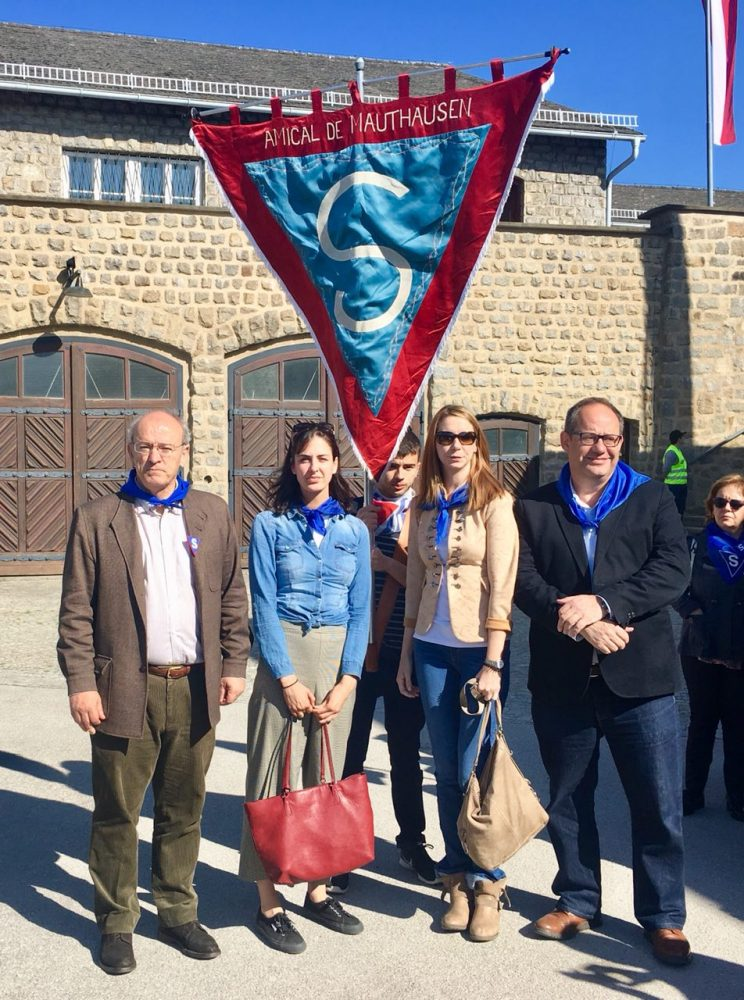
Junto a Rita Maestre y Mar Espinar durante una visita de una delegación del Ayuntamiento de Madrid a un acto organizado por Amical de Mauthausen.

Entre 2000 y 2004 fue asesor en asuntos culturales del gabinete del presidente del Gobierno José María Aznar. Entre 2004 y 2007 fue asesor parlamentario del Partido Popular (PP) en el Congreso de los Diputados. En 2007 fue nombrado asesor del gabinete de la presidenta de la Comunidad de Madrid, Esperanza Aguirre, hasta junio de 2011.
Número 36 de la candidatura del PP en las elecciones municipales de Madrid de 2011, en febrero de 2012 tomó posesión como concejal del Ayuntamiento de Madrid, tras la baja como concejal de Luis Asúa, con la responsabilidad del distrito de Chamberí. Posteriormente ha sido concejal-presidente del distrito Centro y delegado del Área de Gobierno de Las Artes, Deportes y Turismo, ejerciendo asimismo de presidente no ejecutivo de la empresa pública Madrid Destino. 
A su paso por el Área de Las Artes impulsó el proyecto que condujo al hallazgo de los restos de Miguel de Cervantes en la iglesia de Las Trinitarias de Madrid, así como la reapertura del Museo de Historia de Madrid y el Faro de Moncloa, entre otras iniciativas.
En la corporación municipal 2015-2019 del Ayuntamiento de Madrid es concejal del PP, vocal de la Junta Municipal de Distrito de Puente de Vallecas,[cita requerida] presidente de la Comisión Permanente Ordinaria de Cultura y Deportes, y miembro de la Comisión Permanente Especial de Cuentas. Se distinguió como «azote» de las políticas de la Junta de Gobierno municipal presidida por Manuela Carmena emprendidas en materia de Memoria Histórica, en particular en el período durante el cual Celia Mayer estuvo al frente del Área de Gobierno de Cultura y Deportes.
En diciembre de 2018 fue condenado (junto a otros exconcejales del PP) por el Tribunal de Cuentas al pago de 2,8 millones de euros por la venta irregular en octubre de 2013 de 1860 promociones de vivienda pública de la Empresa Municipal de la Vivienda y Suelo (EMVS) al fondo «buitre» Blackstone. Los condenados confirmaron su intención de recurrir la sentencia. Siendo posteriormente absueltos todos ellos por Sentencia del Tribunal de Cuentas en julio de 2019, sentencia que hizo firme confirmándola el Tribunal Supremo en junio de 2020.

## Obras
En su obra literaria Corral ha probado tanto la novela como el ensayo histórico sobre la Guerra Civil Española:
Novela
- — (2009). La ciudad de arena. El Aleph.[11]
- — (2011). El médico de Esquilache. El Aleph.[n. 1][13]
- — (2015). El baile de san Vito.[n. 2][12]

Ensayo
- — (2004). Si me quieres escribir. Madrid: Debate.[14]
- — (2006). Desertores. La Guerra Civil que nadie quiere contar. Barcelona: Debate.[15]
- — (2017). Desertores. Los españoles que no quisieron la Guerra Civil. Córdoba: Almuzara.[16]
- — (2019). Eso no estaba en mi libro de la Guerra Civil. Córdoba: Almuzara.